# Maud Petty-Fitzmaurice
Maud Petty-Fitzmaurice, Marchioness of Lansdowne, född 1850, död 1932, var vicedrottning av Indien (Vicereine of India) 1888–1894 som gift med den brittiske vicekungen i Indien, Henry Petty-Fitzmaurice, 5:e markis av Lansdowne. Hon var hovdam 1905-1910.